# 物部赳夫
物部赳夫(ものべ たけお、1893年6月23日 - 1930年7月25日)は日本ホーリネス教会ブラジル宣教師である。ブラジル福音ホーリネス教団の生みの親とされている人物。

## 人物
長野県東筑摩郡宗賀村（現塩尻市）の万福寺の住職の次男として生まれる。東京鉄道学校で学び、国鉄に就職する。1915年、同僚の死を通して、求道を始め、同県上諏訪町（現諏訪市）の福音伝道館に通い、高橋俊三に導かれて、中田重治より洗礼を受ける。
1917年に聖会で献身を決意する。1918年に柏木聖書学院に入学する。1919年に卒業して物部さよと結婚して物部姓になり、小樽教会に赴任する。1922年に品川教会に転任する。
1925年にブラジル伝道を決意し、7月に日本ホーリネス教会最初の宣教師として、ブラジルのサントスに行く。その後、サンパウロ、パラナ、ミナスなどを回り、12箇所に伝道の拠点を作る。
1927年に妻子を呼び寄せ、サンパウロに定住する。
1929年には中田重治監督と湯浅十郎を迎えて、リンスに教会を形成する。湯浅が牧師に就任する。翌1930年に奥地の開拓伝道を行い、肝臓癌で死去する。遺体は、レデンプトルに葬られた。死後、物部のいたサンパウロの町はタケオ・モノベという名前になった。